# Список эпизодов мультсериала «Эбби Хэтчер»
Ниже приведён полный список эпизодов мультсериала «Эбби Хэтчер».

## Обзор сезонов
| Сезон | Серии | Серии | Segments | Даты показа   | Даты показа     |
| Сезон | Серии | Серии | Segments | Первая серия  | Последняя серия |
| ----- | ----- | ----- | -------- | ------------- | --------------- |
| 1     | 26    | 26    | 51       | 1 января 2019 | 16 февраля 2020 |
| 2     | 26    | 26    | 49       | 8 марта 2020  | 3 апреля 2022   |

## Эпизоды

### Сезон 1 (2019–20)
| № общий                                                                          | № в сезоне | Название                                           | Автор сценария | Дата премьеры в США | Дата премьеры в России | Произв. код | Зрители U.S. (млн) |
| -------------------------------------------------------------------------------- | ---------- | -------------------------------------------------- | -------------- | ------------------- | ---------------------- | ----------- | ------------------ |
| 1a                                                                               | 1a         | «When Abby Met Bozzly» «Как Эбби встретила Боззли» | Роб Хоги       | 1 января 2019       | 8 июня 2019            | 108A        | 1.08               |
| Эбби и Боззли впервые встречаются друг с другом.                                 |            |                                                    |                |                     |                        |             |                    |
| 1b                                                                               | 1b         | «Hair Flair Everywhere» «Шик, блеск, красота!»     | Алекс Мак      | 1 января 2019       | 8 июня 2019            | 108B        | 1.08               |
| Эбби и Боззли помогают одержимому волосами Пушистику искать другую работу.       |            |                                                    |                |                     |                        |             |                    |
| 2a                                                                               | 2a         | «Mo and Bo in the Snow» «Мо и Бо и снег кругом»    | Джо Парди      | 2 января 2019       | 9 июня 2019            | 110A        | 0.95               |
| Мо и Бо покрыты снегом, и их принимают за снежного монстра.                      |            |                                                    |                |                     |                        |             |                    |
| 2b                                                                               | 2b         | «Otis Out of Order» «Отис не в себе»               | Дэн Симт       | 2 января 2019       | 9 июня 2019            | 110B        | 0.95               |
| Отис ушибает одно из своих головных щупалец, и у него развивается боязнь высоты. |            |                                                    |                |                     |                        |             |                    |

### Сезон 2 (2020–21)
| № общий | № в сезоне | Название                                               | Автор сценария  | Дата премьеры в США | Дата премьеры в России | Произв. код | Зрители U.S. (млн) |
| --- | ---------- | ------------------------------------------------------ | --------------- | ------------------- | ---------------------- | ----------- | ------------------ |
| 27a | 1a         | «Peeper Transport Tubes» «Транспортные трубы пискунов» | Джон Филипп Лой | 8 марта 2020        | 6 марта 2021           | 201A        | 0.31               |
| Пискуны развозят вещи по отелю по нескольким трубкам. Всё идёт хорошо, пока они не перепутают свои поставки и не застрянут на перекрёстке.    |            |                                                        |                 |                     |                        |             |                    |
| 27b | 1b         | «Abby Loses Her Glasses» «Эбби теряет очки»            | Питер Ханзикер  | 8 марта 2020        | 6 марта 2021           | 201B        | 0.31               |
| Очки Эбби сбиваются с её лица мячом, и её уносит целая серия животных. Она изо всех сил пытается увидеть результат.                           |            |                                                        |                 |                     |                        |             |                    |
| 28a | 2a         | «Game Time with Mo and Bo» «Мо и Бо играют»            | Дэн Данко       | 5 апреля 2020       | 7 марта 2021           | 203A        | 0.42               |
| Мо и Бо сильно сосредоточены на видео змеи и лестницы на планшете, поэтому они создают некоторые проблемы, когда играют и ходят одновременно. |            |                                                        |                 |                     |                        |             |                    |
| 28b | 2b         | «Grumbles Goes Down the Drain» «Ворчун попал в слив»   | Диана Оливер    | 5 апреля 2020       | 7 марта 2021           | 203B        | 0.42               |
| Ворчун купается в ванне Эбби, но внезапно что-то происходит, и его затягивает в канализацию, где он путешествует по трубам через весь отель.  |            |                                                        |                 |                     |                        |             |                    |